# Cimelidium
Cimelidium es un género de foraminífero bentónico de estatus incierto, aunque considerado un sinónimo posterior de Guttulina o de Polymorphina  de la subfamilia Polymorphininae, de la familia Polymorphinidae, de la superfamilia Polymorphinoidea, del suborden Lagenina y del orden Lagenida. Su especie-tipo era Guttulina? homeri. Su rango cronoestratigráfico abarcaba el Holoceno.

## Discusión
Clasificaciones previas incluían Cimelidium en la superfamilia Nodosarioidea.

## Clasificación
Cimelidium incluía a la siguiente especie:
- Cimelidium homeri